# Tlascala reductella
Tlascala reductella är en fjärilsart som beskrevs av Walker 1863. Tlascala reductella ingår i släktet Tlascala och familjen mott. Inga underarter finns listade i Catalogue of Life.